# Karl Maureen
Karl Maureen (* 30. August 1938 in Aspertsham bei Trostberg; † 21. Juni 2025 in München) war ein deutscher Organist und Hochschullehrer.

## Biographie
Nach seinem Studium an der Musikhochschule München bei Karl Richter nahm er im Ausland weiteren Unterricht bei Flor Peeters, Gaston Litaize, Piet Kee und Luigi Ferdinando Tagliavini. In Paris war die Begegnung mit Olivier Messiaen prägend für seinen weiteren Weg.
Maureen konzertierte unter anderem bei den Wiener Festwochen, beim Prager Frühling, beim Flandern Festival und bei den Festivals von Lahti/Finnland, Palma de Mallorca, Arona/Italien. Dabei arbeitete er auch mit bedeutenden Orchestern unter der Leitung von Dirigenten wie Rafael Kubelík, Bruno Weil, Hans Stadlmair, Ljubomir Romansky und Lukas Foss. Für den in Cannes preisgekrönten Film Lenz von George Moorse hat er die Musik improvisiert.
Er war bis 2006 Professor für Orgelliteraturspiel und Leiter des Fachbereichs Kirchenmusik zunächst an der Hochschule für Musik Nürnberg-Augsburg, dann am Leopold-Mozart-Zentrum in Augsburg. Zudem lehrte er im Rahmen internationaler Seminare und Meisterklassen, wobei ihm die Beschäftigung mit historischen Spielpraktiken der Alten Musik ein besonderes Anliegen war. Zu seinen Schülern zählen Peter Bader, Reinhard Kammler, Andrea Kumpe, Markus Märkl und Matthias Müller.
An der Herz-Jesu-Kirche München-Neuhausen war Maureen 60 Jahre lang bis Ende 2022 Titularorganist und konzipierte 2003 die neue Woehl-Orgel maßgeblich mit. Für das Erzbistum München und Freising war er als Orgelsachverständiger tätig.
Sein Repertoire umfasste Werke von etwa 100 Komponisten seit den Anfängen der Orgelkunst, darunter das Gesamtwerk von Johann Sebastian Bach, Mozart, Mendelssohn, Liszt, Franck, Widor, Hindemith und die Hauptwerke von Reger und Messiaen. Im Mittelpunkt seines Interesses stand die Auseinandersetzung mit dem Orgelwerk J. S. Bachs, das er in seiner Gesamtheit mehrfach aufführte.
Das Spiel von Karl Maureen ist dokumentiert auf Schallplatte (Symphonie-Passion von M. Dupré) und auf CD. Für den Rundfunk gab es Einspielungen der Symphonie Romane und der Suite Latine von Charles Marie Widor, der Kathedralfenster von Sigfrid Karg-Elert und der Orgelsonaten von Paul Hindemith.

## Diskografie (Auswahl)
- Die Woehl-Orgel in Herz-Jesu, München (Organum Musikproduktion, 2004)
- Johann Ulrich Steigleder – Tabulaturbuch „Dass Vatter unser“ (1627). Ebert-Orgel der Hofkirche Innsbruck (1558/1561) (Coronata)
- Johann Ernst Eberlin: Neun Toccaten und Fugen. Balthasar-Freiwiß-Orgel, Klosterkirche St. Peter und Paul (Irsee) (Coronata, 1999)
- Die „Mozart-Orgel“ der Klosterkirche Seeon
- Johann Sebastian Bach – Orgelwerke. Ahrend-Orgel, Deutsches Museum München
- Orgelportrait St. Anna, Augsburg
- Die Rieger-Orgel der Stiftskirche St. Margareta, Baumburg